# Dziki Łów

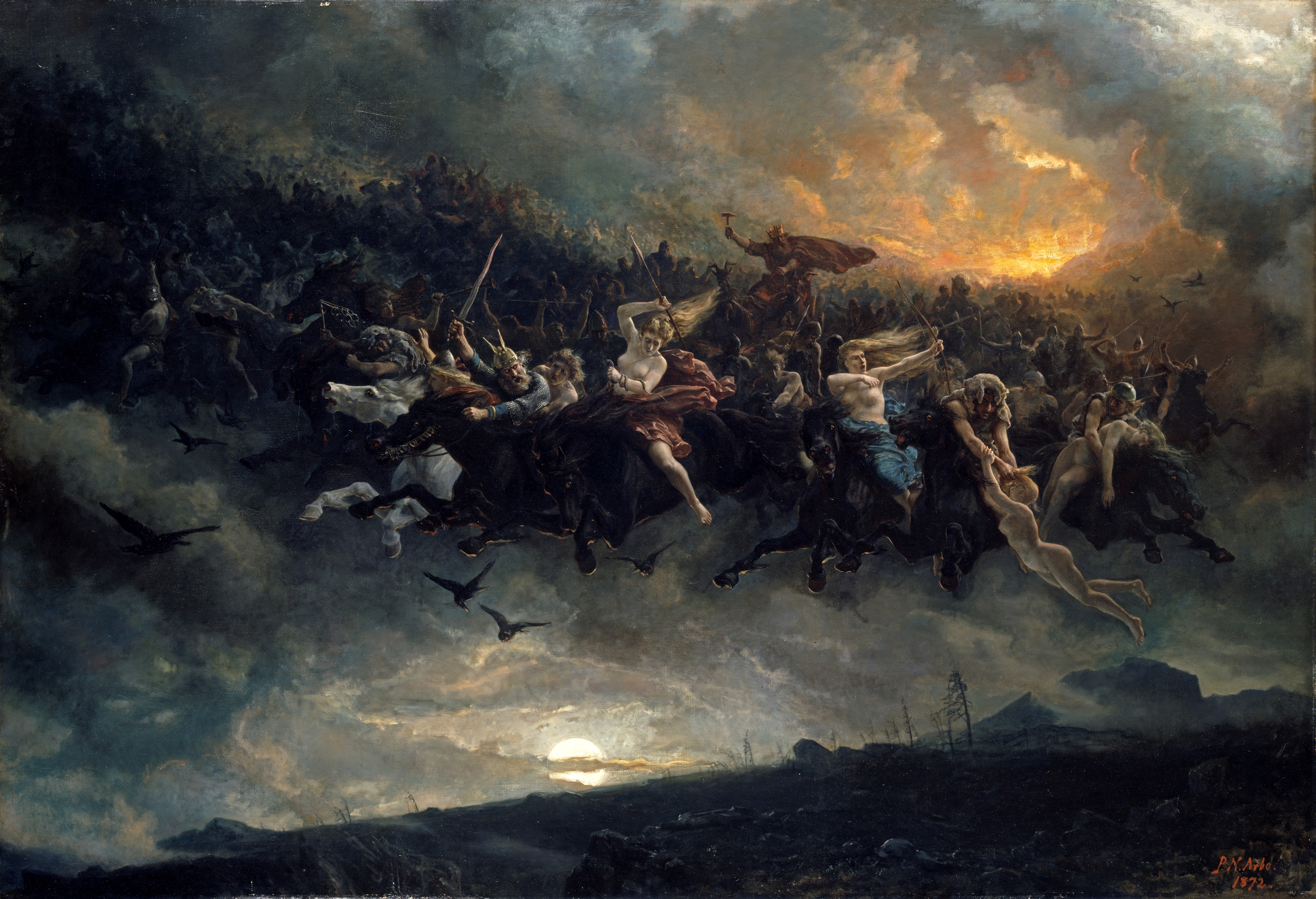
Peter Nicolai Arbo: Åsgårdsreien (1872)

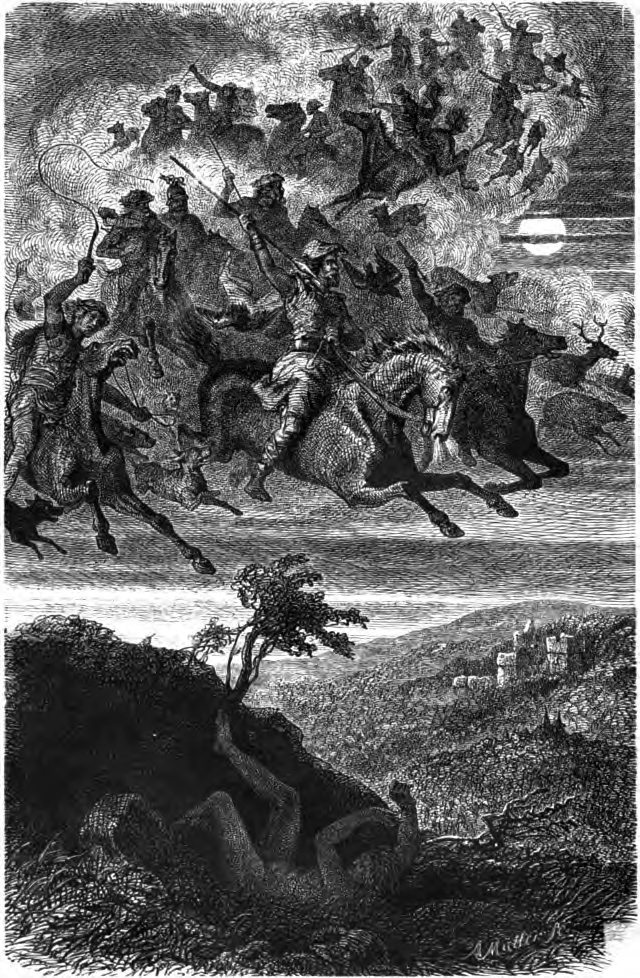
Friedrich Wilhelm Heine: Wodan's wilde Jagd (1882)

Dziki Łów, także Dzikie Łowy, Dziki Gon, Dzikie Polowanie, Dzikie Zastępy – motyw rozpowszechniony w północnej, zachodniej i środkowej Europie wywodzący się z mitologii Germanów, Celtów, także Słowian.

## Opis motywu
Dziki Łów to szybki przelot gromady duchów, demonów, czarownic lub innych demonicznych stworów, któremu towarzyszą gromy, pioruny lub różnego rodzaju kataklizmy na ziemi. Gromada porusza się w powietrzu, kierowana przez przywódcę, którym może być wódz, bóg, demon lub inna istota, często używając mioteł, kijów, demonów lub innych wierzchowców.
W Skandynawii na czele Dzikich Łowów stawał zwykle bóg Odyn dosiadający swego ośmionożnego rumaka Sleipnira, ale mogła to być też bogini Freja. Dziki Łów mogła prowadzić również bogini Lusse. Wierzono, że w najdłuższą noc roku lub w czasie zimowych burz przewodzi ona hordzie wilków lub upiorów poruszającej się po niebie
W Anglii upiorom przewodził Hern lub Herla. Prowadzić Dziki Łów mogły również postacie legendarne lub historyczne, takie jak: król Artur, św. Guthlac (683–714), Hereward (zmarł ok. 1070) czy pirat Francis Drake.
W Niemczech na czele Dzikiego Łowu stał bóg Wodan lub bogini Holda. Mogli to też być ludzie – możnowładcy skazani na to za karę (np. za nieposzanowanie dnia świętego).
Dzikie Łowy miały mieć miejsce w okresie od Bożego Narodzenia do Święta Trzech Króli, a także w okresie przed Wielkanocą (czas świętowania początku wiosny).
Pojawienie się Dzikiego Łowu uważano za przepowiednię katastrofy, np. wojny czy klęski głodu. Mógł również zwiastować śmierć tego, kto go ujrzał. Śmiertelnicy, którzy przecięli trasę Łowu lub nią podążali, mogli zostać porwani i zabrani do krainy zmarłych.

## Występowanie motywu w mitologii
Motyw Dzikiego Łowu jest szczególnie często spotykany na terenie Niemiec. Popularny jest również w Wielkiej Brytanii i krajach skandynawskich. Spotyka się go również we Francji, północnych Włoszech, Hiszpanii, a także w krajach słowiańskich.

## Występowanie motywu w kulturze

### Literatura
Dziki Łów pojawia się:
- w opowieściach Andrzeja Sapkowskiego (tam pod nazwą Dziki Gon)[4] oraz w opartych na nich komputerowych grach fabularnych z serii Wiedźmin,
- w książce Michaela Scotta Czarodziejka,
- w książce Cassandry Clare pt. Miasto niebiańskiego ognia.

- w V rozdziale pierwszego tomu Potopu Henryka Sienkiewicza:

I w tych lasach, i na pustych polach lecieli jak ów orszak piekielny rycerzy krzyżackich, o których lud powiada na Żmudzi, iż czasami, wśród jasnych nocy miesięcznych, zjawiają się i pędzą przez powietrze zwiastując wojnę i klęski nadzwyczajne.

- w opoweści Uładzimira Karatkiewicza Dziki Gon króla Stacha,
- Opis Dzikiego Łowu pojawia się również w dramacie Wesele, autorstwa Stanisława Wyspiańskiego. W scenie XXXIII, w czasie, w którym ma dojść do powstania kosynierów, Haneczka opisuje zjawiska zachodzące na niebie:

Gonitwy po niebie konne;

rycerze jacyś ogromni

stoją równo w dwa szeregi

i dalekim łanem drzewców

godzą na się wielkim pędem.

- Dziki Łów pojawia się w powieści Przesilenie Katarzyny Bereniki Miszczuk.

- Motyw Dzikiego Gonu pojawia się w pierwszym tomie powieści Wampirze Cesarstwo Jaya Kristoffa (rozdział X Żaden kwiat nie rozkwita).

### Film
- W oparciu o mit o Dzikim Łowie jest zrealizowany 6. sezon serialu Teen Wolf, w którym Dziki Łów to jeźdźcy na koniach, którzy porywali ludzi z miasteczek. Jeźdźcy widmo sprawiali, że porwana osoba była wymazywana z pamięci osób, które ją znały.

### Muzyka
- Strzelec potępiony poemat symfoniczny Césara Francka (1882) – nawiązuje do motywu galopujących na koniach dusz zmarłych, co ma mieć miejsce podczas burzy[5]

### Gry komputerowe
Motyw Dzikiego Gonu pojawia się w uniwersum League of Legends, związaną z nim lokacją są Wyspy Cienia i postacie takie jak Hecarim, Karthus, Viego, Thresh.
Motyw Dzikiego Gonu pojawia się w trzech odsłonach serii gier Wiedźmin, Wiedźmin 3 Dziki Gon, stworzonej przez CD Projekt Red.